# Atrophaneura latreillei
Byasa latreillei là một loài bướm ngày thuộc họ Papilionidae. Loài này phân bố ở Afghanistan, Pakistan, bắc Ấn Độ, Nepal, Bhutan, bắc Myanma, phía nam Trung Hoa và miền bắc Việt Nam.
Tại Ấn Độ, nó hiện diện ở các bang Uttarakhand, Sikkim, Assam, Meghalaya, Nagaland và Manipur.
Sải cánh dài 110–130 mm.

## Phân loài
Loài này có các phân loài sau, trong đó có phân loài ở Ấn Độ:
- A. latreillei latreillei Donovan. Garhwal đến Sikkim. Không hiếm.
- A. latreillei kabrua Tytler. Assam đến bắc Myanma. Không hiếm.

## Hình ảnh

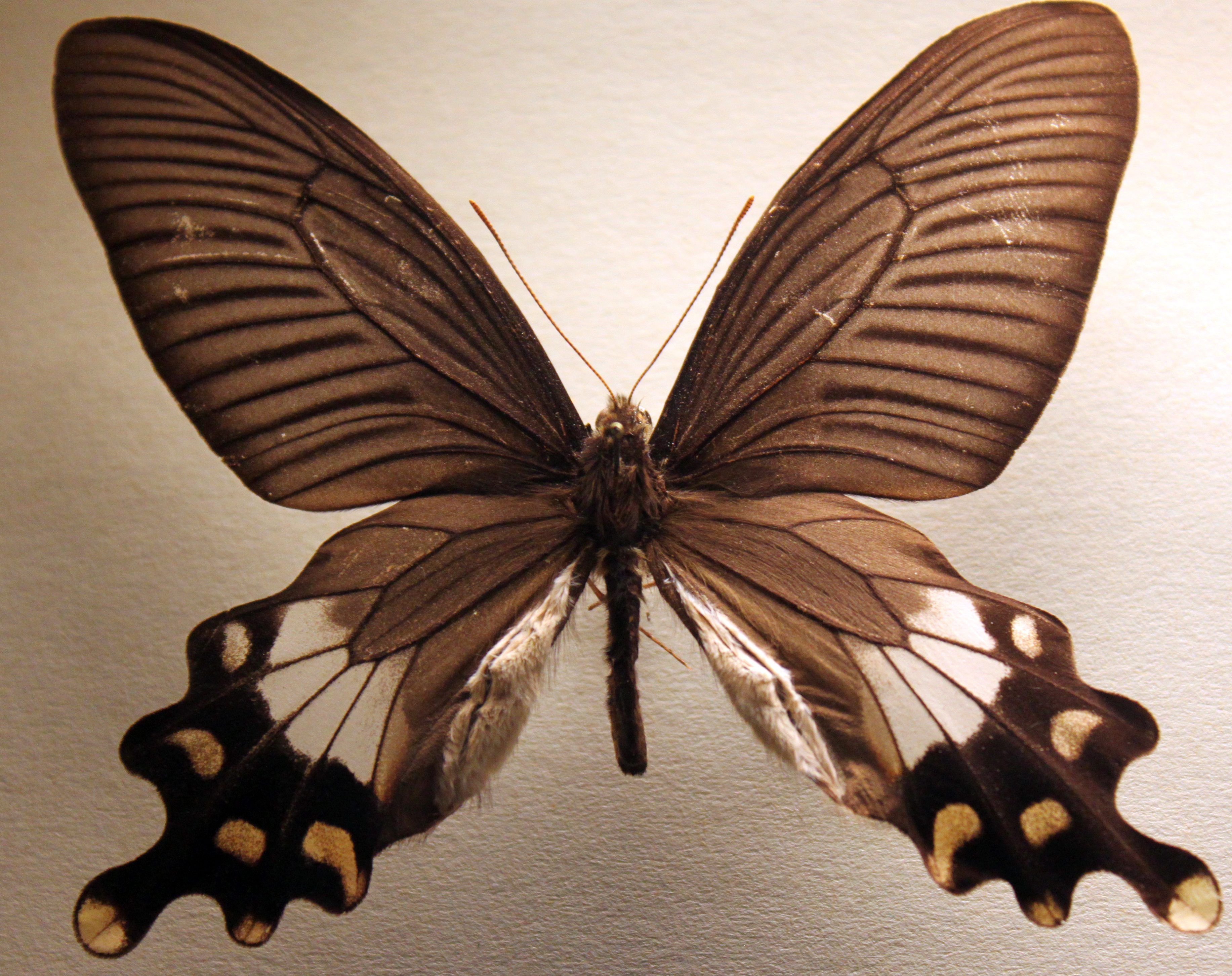
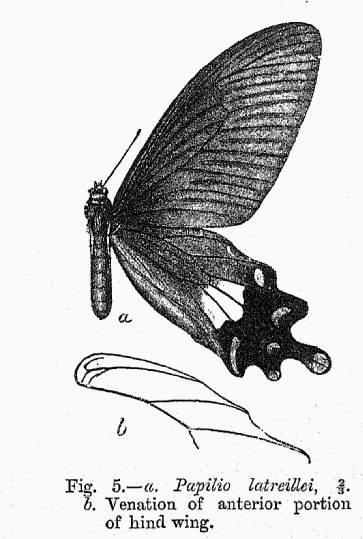
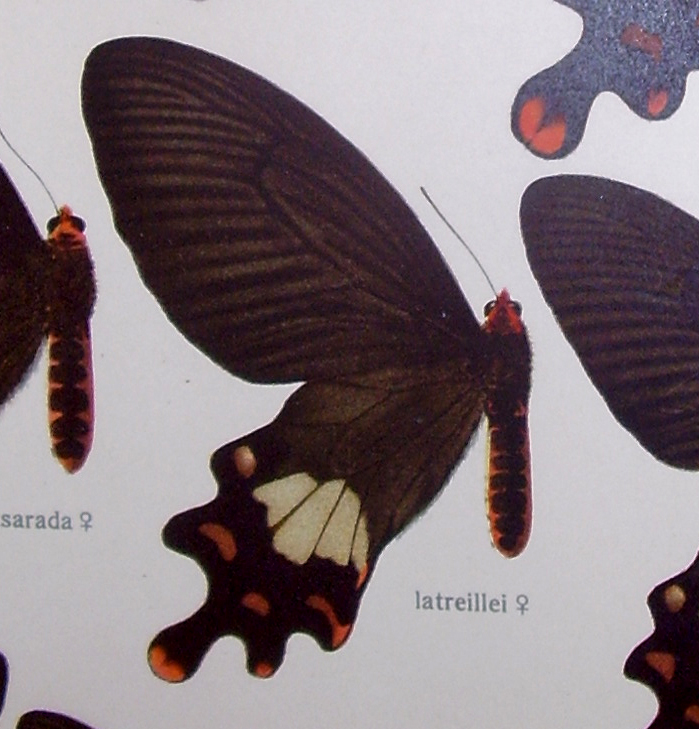